# Fritz-Klaus Kochan
Fritz-Klaus Kochan (* 12. Januar 1948 in Lübz; † 29. Januar 2019 in Berlin) war ein deutscher Physiker, Politiker und Staatssekretär für Arbeit und Soziales in der letzten Regierung der DDR unter Lothar de Maizière.

## Leben

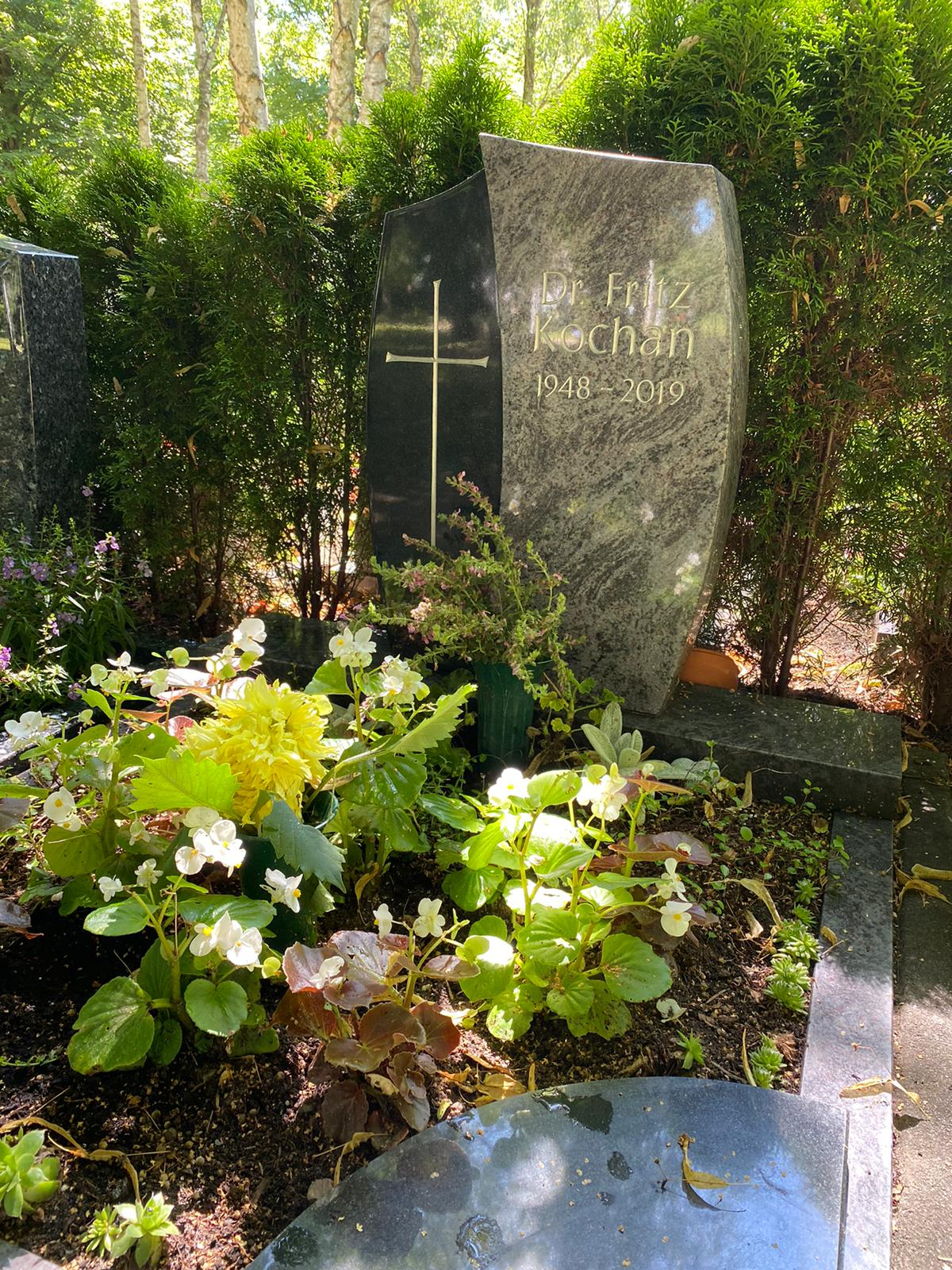
Grabstätte auf dem Friedhof Biesdorf

Nach dem Abitur an der Erweiterten Oberschule im Jahr 1966 begann Fritz-Klaus Kochan ein Studium der Physik an der Universität Rostock. Nach dem Abschluss im Jahr 1971 arbeitete er bis 1973 als Messtechniker beim VEB Hydraulik Nord Parchim, anschließend bis 1990 in der Arbeitshygiene-Inspektion Parchim/Lübz. Zusätzlich absolvierte Kochan von 1981 bis 1985 ein postgraduales Studium zum Fachphysiker für Medizin an der Akademie für ärztliche Fortbildung und schloss die folgende Aspirantur an der Wilhelm-Pieck-Universität in Rostock im Jahr 1989 mit einer Promotion ab.
In der Wendezeit engagierte sich Kochan für die Bürgerrechtsbewegung in der DDR. Im Mai 1990 berief ihn Lothar de Maizière zum Staatssekretär im Ministerium für Arbeit und Soziales.
Nach der Wiedervereinigung wurde Fritz-Klaus Kochan stellvertretender Leiter der Außenstelle des Bundesministeriums für Arbeit und Sozialordnung. Gleichzeitig fungierte er von Dezember 1990 bis August 1992 als Mitglied des Verwaltungsrates der Bundesanstalt für Arbeit. Ab Januar 1990 leitete Kochan die neu gegründete Bundesanstalt für Arbeitsmedizin. Im Juli 1993 erfolgte die Ernennung zum Direktor und die Berufung zum Professor. Nachdem das Institut im Juni 1996 mit der Bundesanstalt für Arbeitsschutz fusionierte, wurde Kochan ständiger Vertreter des Präsidenten der Bundesanstalt für Arbeitsschutz und Arbeitsmedizin in Berlin-Lichtenberg. Ab 2009 war er dort auch Abteilungsdirektor. Im April 2013 ging Fritz-Klaus Kochan in den Ruhestand.
Seine letzte Ruhestätte fand Fritz-Klaus Kochan auf dem Friedhof Biesdorf.